# Campeonato FIBA Américas Sub-18 de 2008
El Campeonato FIBA Américas Sub-18 de 2008 fue la VI edición del torneo de baloncesto organizado por FIBA Américas el torneo más importante a nivel de Americano para selecciones menores de 18 años. Se realizó en el Estadio Cincuentenario de la ciudad de Formosa en la provincia del mismo nombre (Argentina), del 14 al 18 de julio de 2008 y entregó cuatro plazas al mundial de baloncesto sub-18 2009

## Primera fase

### Grupo A
|   | Equipo    | Pts | J | G | P | PF  | PC  | Dif |
| - | --------- | --- | - | - | - | --- | --- | --- |
| 1 | Argentina | 6   | 3 | 3 | 0 | 268 | 185 | +83 |
| 2 | Canadá    | 5   | 3 | 2 | 1 | 218 | 195 | +23 |
| 3 | Uruguay   | 4   | 3 | 1 | 2 | 171 | 213 | -42 |
| 4 | México    | 3   | 3 | 0 | 3 | 185 | 249 | -64 |

| 14 de julio, 18:30                    | Canadá                                | 78 - 65                               | México                          |  |
| Reporte                               |                                       |                                       |                                 |  |
| Parciales: 24-11, 20-13, 17-25, 17-16 | Parciales: 24-11, 20-13, 17-25, 17-16 | Parciales: 24-11, 20-13, 17-25, 17-16 | Estadio Cincuentenario, Formosa |  |
| Tristan Thompson 19 puntos            | Pts                                   | Juan Pablo Favela 21 puntos           | Estadio Cincuentenario, Formosa |  |
| Tristan Thompson 14 rebotes           | Rebs                                  | Diego Herrera 7 rebotes               | Estadio Cincuentenario, Formosa |  |
| Mangisto Arop 3 asistencias           | Asists                                | Daniel Vivas 4 asistencias            | Estadio Cincuentenario, Formosa |  |

| 14 de julio, 21:00                   | Argentina                            | 86 - 52                              | Uruguay                         |  |
| Reporte                              |                                      |                                      |                                 |  |
| Parciales: 15-12, 26-9, 16-20, 29-11 | Parciales: 15-12, 26-9, 16-20, 29-11 | Parciales: 15-12, 26-9, 16-20, 29-11 | Estadio Cincuentenario, Formosa |  |
| Mateo Gaynor 13 puntos               | Pts                                  | Emiliano Leonel Suárez 15 puntos     | Estadio Cincuentenario, Formosa |  |
| Lisandro Rasio 6 rebotes             | Rebs                                 | Miguel Barriola 9 rebotes            | Estadio Cincuentenario, Formosa |  |
| Juan Manuel Fernández 6 asistencias  | Asists                               | Miguel Barriola 2 asistencias        | Estadio Cincuentenario, Formosa |  |

| 15 de julio, 17:00                   | Uruguay                              | 56 - 76                              | Canadá                          |  |
| Reporte                              |                                      |                                      |                                 |  |
| Parciales: 20-16, 8-25, 14-21, 14-14 | Parciales: 20-16, 8-25, 14-21, 14-14 | Parciales: 20-16, 8-25, 14-21, 14-14 | Estadio Cincuentenario, Formosa |  |
| Mathias Calfani 14 puntos            | Pts                                  | Robert Anthony Gagliard 33 puntos    | Estadio Cincuentenario, Formosa |  |
| Miguel Barriola 11 rebotes           | Rebs                                 | Mangisto Arop 12 rebotes             | Estadio Cincuentenario, Formosa |  |
| Mathias Calfani 4 asistencias        | Asists                               | Mangisto Arop 3 asistencias          | Estadio Cincuentenario, Formosa |  |

| 15 de julio, 21:00                   | México                               | 69 - 108                             | Argentina                       |  |
| Reporte                              |                                      |                                      |                                 |  |
| Parciales: 24-25, 13-32, 9-25, 23-26 | Parciales: 24-25, 13-32, 9-25, 23-26 | Parciales: 24-25, 13-32, 9-25, 23-26 | Estadio Cincuentenario, Formosa |  |
| Juan Pablo Favela 16 puntos          | Pts                                  | Matias Nocedal 20 puntos             | Estadio Cincuentenario, Formosa |  |
| Juan Pablo Favela 5 rebotes          | Rebs                                 | Andres Landoni 9 rebotes             | Estadio Cincuentenario, Formosa |  |
| Juan Pablo Favela 4 asistencias      | Asists                               | Juan Manuel Fernández 7 asistencias  | Estadio Cincuentenario, Formosa |  |

| 16 de julio, 15:00                   | México                               | 51 - 63                              | Uruguay                         |  |
| Reporte                              |                                      |                                      |                                 |  |
| Parciales: 8-12, 15-13, 16-17, 12-21 | Parciales: 8-12, 15-13, 16-17, 12-21 | Parciales: 8-12, 15-13, 16-17, 12-21 | Estadio Cincuentenario, Formosa |  |
| Carlos Manuel Toussaint 13 puntos    | Pts                                  | Miguel Barriola 23 puntos            | Estadio Cincuentenario, Formosa |  |
| Diego Herrera 7 rebotes              | Rebs                                 | Miguel Barriola 27 rebotes           | Estadio Cincuentenario, Formosa |  |
| Juan Pablo Favela 4 asistencias      | Asists                               | Emiliano Leonel Suárez 4 asistencias | Estadio Cincuentenario, Formosa |  |

| 16 de julio, 21:00                    | Argentina                             | 74 - 64                               | Canadá                          |  |
| Reporte                               |                                       |                                       |                                 |  |
| Parciales: 14-11, 18-13, 20-18, 22-22 | Parciales: 14-11, 18-13, 20-18, 22-22 | Parciales: 14-11, 18-13, 20-18, 22-22 | Estadio Cincuentenario, Formosa |  |
| Matias Nocedal 16 puntos              | Pts                                   | Mangisto Arop 17 puntos               | Estadio Cincuentenario, Formosa |  |
| Pablo Orlietti 7 rebotes              | Rebs                                  | Mangisto Arop 7 rebotes               | Estadio Cincuentenario, Formosa |  |
| Nicolas Laprovittola 5 asistencias    | Asists                                | Mangisto Arop 2 asistencias           | Estadio Cincuentenario, Formosa |  |

### Grupo B
|   | Equipo         | Pts | J | G | P | PF  | PC  | Dif  |
| - | -------------- | --- | - | - | - | --- | --- | ---- |
| 1 | Estados Unidos | 6   | 3 | 3 | 0 | 303 | 188 | +115 |
| 2 | Puerto Rico    | 5   | 3 | 2 | 1 | 255 | 247 | +8   |
| 3 | Venezuela      | 4   | 3 | 1 | 2 | 234 | 240 | -6   |
| 4 | Bahamas        | 3   | 3 | 0 | 3 | 180 | 297 | -117 |

| 14 de julio, 14:30                    | Estados Unidos                        | 82 - 73                               | Venezuela                       |  |
| Reporte                               |                                       |                                       |                                 |  |
| Parciales: 19-23, 28-13, 19-16, 16-21 | Parciales: 19-23, 28-13, 19-16, 16-21 | Parciales: 19-23, 28-13, 19-16, 16-21 | Estadio Cincuentenario, Formosa |  |
| Travis Wear 15 puntos                 | Pts                                   | Emilio Cappare 17 puntos              | Estadio Cincuentenario, Formosa |  |
| Ryan Kelly 10 rebotes                 | Rebs                                  | Gregory Echenique 9 rebotes           | Estadio Cincuentenario, Formosa |  |
| Kemba Walker 5 asistencias            | Asists                                | Yonaiker Ecker 7 asistencias          | Estadio Cincuentenario, Formosa |  |

| 14 de julio, 16:30                    | Puerto Rico                          | 97 - 65                              | Bahamas                         |  |
| Reporte                               |                                      |                                      |                                 |  |
| Parciales: 26-16, 23-8, 23-26, 25-15  | Parciales: 26-16, 23-8, 23-26, 25-15 | Parciales: 26-16, 23-8, 23-26, 25-15 | Estadio Cincuentenario, Formosa |  |
| Carlos Ricardo López 24 puntos        | Pts                                  | Shavaro Bowleg 15 puntos             | Estadio Cincuentenario, Formosa |  |
| Jesús Rivera 11 rebotes               | Rebs                                 | Jermine Storr 11 rebotes             | Estadio Cincuentenario, Formosa |  |
| Carlos Andrés Rodríguez 8 asistencias | Asists                               | Jermine Storr 3 asistencias          | Estadio Cincuentenario, Formosa |  |

| 15 de julio, 15:00                  | Bahamas                             | 51 - 115                            | Estados Unidos                  |  |
| Reporte                             |                                     |                                     |                                 |  |
| Parciales: 5-29, 6-30, 20-28, 20-28 | Parciales: 5-29, 6-30, 20-28, 20-28 | Parciales: 5-29, 6-30, 20-28, 20-28 | Estadio Cincuentenario, Formosa |  |
| Donathen Moss 10 puntos             | Pts                                 | Travis Wear 15 puntos               | Estadio Cincuentenario, Formosa |  |
| David Nesbitt 6 rebotes             | Rebs                                | Mason Plumlee 14 rebotes            | Estadio Cincuentenario, Formosa |  |
| Leon Cooper 2 asistencias           | Asists                              | Darryl Humphrey 4 asistencias       | Estadio Cincuentenario, Formosa |  |

| 15 de julio, 19:00                    | Venezuela                             | 76 - 94                               | Puerto Rico                     |  |
| Reporte                               |                                       |                                       |                                 |  |
| Parciales: 25-18, 19-24, 20-22, 12-30 | Parciales: 25-18, 19-24, 20-22, 12-30 | Parciales: 25-18, 19-24, 20-22, 12-30 | Estadio Cincuentenario, Formosa |  |
| Gregory Echenique 25 puntos           | Pts                                   | Steven Miro 19 puntos                 | Estadio Cincuentenario, Formosa |  |
| Gregory Echenique 15 rebotes          | Rebs                                  | Steven Miro 7 rebotes                 | Estadio Cincuentenario, Formosa |  |
| Yonaiker Ecker 8 asistencias          | Asists                                | Joseph Vegerano 6 rebotes             | Estadio Cincuentenario, Formosa |  |

| 16 de julio, 17:00                    | Bahamas                               | 64 - 85                               | Venezuela                       |  |
| Reporte                               |                                       |                                       |                                 |  |
| Parciales: 17-29, 12-12, 14-27, 21-17 | Parciales: 17-29, 12-12, 14-27, 21-17 | Parciales: 17-29, 12-12, 14-27, 21-17 | Estadio Cincuentenario, Formosa |  |
| Leon Cooper 18 puntos                 | Pts                                   | Gregory Echenique 33 puntos           | Estadio Cincuentenario, Formosa |  |
| Leon Cooper 9 rebotes                 | Rebs                                  | Gregory Echenique 15 rebotes          | Estadio Cincuentenario, Formosa |  |
| Donathen Moss 3 asistencias           | Asists                                | Yonaiker Ecker 6 asistencias          | Estadio Cincuentenario, Formosa |  |

| 16 de julio, 19:00                    | Puerto Rico                           | 64 - 106                              | Estados Unidos                  |  |
| Reporte                               |                                       |                                       |                                 |  |
| Parciales: 20-16, 16-28, 15-29, 13-33 | Parciales: 20-16, 16-28, 15-29, 13-33 | Parciales: 20-16, 16-28, 15-29, 13-33 | Estadio Cincuentenario, Formosa |  |
| Steven Miro 12 puntos                 | Pts                                   | Darryl Humphrey 15 puntos             | Estadio Cincuentenario, Formosa |  |
| Carlos Andrés Rodríguez 7 rebotes     | Rebs                                  | Travis Wear 9 rebotes                 | Estadio Cincuentenario, Formosa |  |
| Isaac Sosa 2 asistencias              | Asists                                | Kemba Walker 8 asistencias            | Estadio Cincuentenario, Formosa |  |

### 5 al 8 lugar
| 17 de julio, 15:00                    | Uruguay                               | 76 - 69                               | Bahamas                         |  |
| Reporte                               |                                       |                                       |                                 |  |
| Parciales: 19-18, 14-19, 25-13, 18-19 | Parciales: 19-18, 14-19, 25-13, 18-19 | Parciales: 19-18, 14-19, 25-13, 18-19 | Estadio Cincuentenario, Formosa |  |
| Bruno Fitipaldo 22 puntos             | Pts                                   | Alexis Smith 18 puntos                | Estadio Cincuentenario, Formosa |  |
| Miguel Barriola 17 rebotes            | Rebs                                  | Donathen Moss 12 rebotes              | Estadio Cincuentenario, Formosa |  |
| Nicolas Catala 4 asistencias          | Asists                                | Alexis Smith 4 asistencias            | Estadio Cincuentenario, Formosa |  |

| 17 de julio, 17:00                    | Venezuela                             | 90 - 78                               | México                          |  |
| Reporte                               |                                       |                                       |                                 |  |
| Parciales: 22-15, 23-21, 23-10, 22-32 | Parciales: 22-15, 23-21, 23-10, 22-32 | Parciales: 22-15, 23-21, 23-10, 22-32 | Estadio Cincuentenario, Formosa |  |
| Gregory Echenique 21 puntos           | Pts                                   | Armando Fernández 24 puntos           | Estadio Cincuentenario, Formosa |  |
| Gregory Echenique 17 rebotes          | Rebs                                  | Jorge Casillas 8 rebotes              | Estadio Cincuentenario, Formosa |  |
| Yonaiker Ecker 6 asistencias          | Asists                                | Daniel Vivas 9 asistencias            | Estadio Cincuentenario, Formosa |  |

### Partido por el 7 lugar
| 18 de julio, 14:00                              | Bahamas                                         | 71 - 72                                         | México                          |  |
| Reporte                                         |                                                 |                                                 |                                 |  |
| Parciales: 16-10, 15-15, 17-17, 14-20 OT1= 9-10 | Parciales: 16-10, 15-15, 17-17, 14-20 OT1= 9-10 | Parciales: 16-10, 15-15, 17-17, 14-20 OT1= 9-10 | Estadio Cincuentenario, Formosa |  |

### Partido por el 5 lugar
| 18 de julio, 16:00                    | Uruguay                               | 63 - 74                               | Venezuela                       |  |
| Reporte                               |                                       |                                       |                                 |  |
| Parciales: 11-17, 17-19, 14-19, 21-19 | Parciales: 11-17, 17-19, 14-19, 21-19 | Parciales: 11-17, 17-19, 14-19, 21-19 | Estadio Cincuentenario, Formosa |  |
| Bruno Fitipaldo 20 puntos             | Pts                                   | Gregory Echenique 21 puntos           | Estadio Cincuentenario, Formosa |  |
| Nicolas Catala 12 rebotes             | Rebs                                  | Gregory Echenique 12 rebotes          | Estadio Cincuentenario, Formosa |  |
| Nicolas Catala 4 asistencias          | Asists                                | Yonaiker Ecker 6 asistencias          | Estadio Cincuentenario, Formosa |  |

## Fase final

### Semifinal
| 17 de julio, 19:00                    | Estados Unidos                        | 82 - 66                               | Canadá                          |  |
| Reporte                               |                                       |                                       |                                 |  |
| Parciales: 26-16, 20-16, 18-17, 18-17 | Parciales: 26-16, 20-16, 18-17, 18-17 | Parciales: 26-16, 20-16, 18-17, 18-17 | Estadio Cincuentenario, Formosa |  |
| JaMychal Green 16 puntos              | Pts                                   | Mangisto Arop 21 puntos               | Estadio Cincuentenario, Formosa |  |
| JaMychal Green 10 rebotes             | Rebs                                  | Mangisto Arop 9 rebotes               | Estadio Cincuentenario, Formosa |  |
| Kemba Walker 8 asistencias            | Asists                                | Robert Gagliardi 3 asistencias        | Estadio Cincuentenario, Formosa |  |

| 17 de julio, 21:00                    | Argentina                             | 83 - 68                               | Puerto Rico                     |  |
| Reporte                               |                                       |                                       |                                 |  |
| Parciales: 20-11, 19-16, 20-21, 24-20 | Parciales: 20-11, 19-16, 20-21, 24-20 | Parciales: 20-11, 19-16, 20-21, 24-20 | Estadio Cincuentenario, Formosa |  |
| Juan Manuel Fernández 20 puntos       | Pts                                   | Carlos Ricardo López 15 puntos        | Estadio Cincuentenario, Formosa |  |
| Pablo Orlietti 14 rebotes             | Rebs                                  | Steven Miro 7 rebotes                 | Estadio Cincuentenario, Formosa |  |
| Pablo Orlietti 5 asistencias          | Asists                                | Carlos Andrés Rodríguez 4 asistencias | Estadio Cincuentenario, Formosa |  |

### Partido por el 3 lugar
| 18 de julio, 19:00                    | Canadá                                | 83 - 68                               | Puerto Rico                     |  |
| Reporte                               |                                       |                                       |                                 |  |
| Parciales: 18-15, 19-19, 26-16, 20-18 | Parciales: 18-15, 19-19, 26-16, 20-18 | Parciales: 18-15, 19-19, 26-16, 20-18 | Estadio Cincuentenario, Formosa |  |
| Tristan Thompson 18 puntos            | Pts                                   | Raymond Anthony Cintrón 21 puntos     | Estadio Cincuentenario, Formosa |  |
| Marc Christian Trasolini 11 rebotes   | Rebs                                  | Carlos Ricardo López 9 rebotes        | Estadio Cincuentenario, Formosa |  |
| Typhoon Dusk Nurse 4 asistencias      | Asists                                | Joseph Vegerano 4 asistencias         | Estadio Cincuentenario, Formosa |  |

### Final
| 18 de julio, 21:00                   | Estados Unidos                       | 64 - 77                              | Argentina                       |  |
| Reporte                              |                                      |                                      |                                 |  |
| Parciales: 18-26, 10-9, 15-24, 21-18 | Parciales: 18-26, 10-9, 15-24, 21-18 | Parciales: 18-26, 10-9, 15-24, 21-18 | Estadio Cincuentenario, Formosa |  |

| Argentina         |
| Campeón Argentina |
| Primer Título     |

## Clasificación
| Posición | Equipo         |
| -------- | -------------- |
| 1        | Argentina      |
| 2        | Estados Unidos |
| 3        | Canadá         |
| 4        | Puerto Rico    |
| 5        | Venezuela      |
| 6        | Uruguay        |
| 7        | México         |
| 8        | Bahamas        |

## Clasificados al Campeonato Mundial Sub-19 2009
| Bandera de Argentina | Bandera de Estados Unidos | Bandera de Canadá | Bandera de Puerto Rico |
| Argentina            | Estados Unidos            | Canadá            | Puerto Rico            |
| -------------------- | ------------------------- | ----------------- | ---------------------- |